# Gare de Pontarlier
Gare de Pontarlier – stacja kolejowa w Pontarlier, w departamencie Doubs, w regionie Burgundia-Franche-Comté, we Francji. Znajduje się na linii Frasne-Les Verrières. Stacja została otwarta w 1860. Jest obsługiwana przez pociągi TGV i TER Franche-Comté.